# Mariano Ramos
Mariano Ramos Narváez (Ciudad de México, 26 de octubre de 1953 - ibídem, 5 de octubre de 2012) fue un torero mexicano conocido con el apodo de “el Torero Charro”. Destacó por sus conocimientos técnicos para imponerse a los astados de difícil faena y corto recorrido, los cuales terminaban por embestir repetidamente el engaño de su muleta.
Miembro de una gran generación de toreros mexicanos como Manolo Martínez, Eloy Cavazos, Francisco "Curro" Rivera, Antonio Lomelín, Jorge Gutiérrez, Miguel Espinoza "Armillita", David Silvetti, los cuales darían brillo al toreo.

## Biografía

### Novillero
Toreó por primera vez en público en el Lienzo Charro de La Viga, aunque la primera vez que se vistió de luces fue el 21 de febrero de 1970 para lidiar novillos en la plaza La Florecita de Ciudad Satélite en el Estado de México. 

### Debut en la Plaza de toros México
El 18 de julio de 1971, a los 18 años, hizo su presentación en la Monumental Plaza de Toros México alternando en ese momento con los mexicanos Arturo Magaña y Mauricio Lavat, cortando una oreja.

### Alternativa y confirmación en México
Tomó su alternativa el 20 de noviembre de 1971 en la ciudad de Irapuato con el toro Campero de la ganadería de Santacilia, su padrino fue Manolo Martínez y el testigo Francisco Rivera “Paquirri”. Confirmó alternativa en la Plaza México el 5 de diciembre del mismo año con el toro Antequerano de la ganadería de Tequisquiapan, nuevamente con Manolo Martínez como padrino y con Antonio Lomelín como testigo. 

### Confirmación en Las Ventas, España
El 18 de mayo de 1972, confirmó en Las Ventas de Madrid con el toro Fusilillo de la ganadería de Baltasar Ibán, teniendo como padrino a Curro Romero y a Paquirri como testigo. Realizó 27 corridas en España.

### Torero Charro
Mariano fue campeón nacional de charros, su padre fue el charro Rafael Ramos, por ese motivo se le apodó “el Torero Charro”. Su estilo de toreo era seco pero poderoso. Sus mejores faenas las llevó a cabo en las décadas de 1980 y 1990, en sus inicios alternó con Manolo Martínez, Curro Rivera y Eloy Cavazos, más tarde peleó las palmas con Miguel Espinosa "Armillita Chico"|Miguel Espinosa “Armillita Chico”, David Silveti y Jorge Gutiérrez (torero)|Jorge Gutiérrez.     
Durante su trayectoria realizó campañas en España y Sudamérica. El 21 de marzo de 1982 lidió en la Plaza México al toro de difícil faena Timbalero, de la ganadería Piedras Negras, tras lograr someter al astado, ganó muchos adeptos en el público, su labor le valió una placa de reconocimiento que se colocó en la plaza. Se le recuerda también por las faenas realizadas a los toros  Mil Amores, Azucarero y Abarrotero, a estos últimos dos les cortó el rabo en la Plaza México. 

### Homenaje
En 2008 recibió un homenaje de la Asociación Nacional de Matadores de México por motivo de cumplir 55 años de vida y 37 de haber recibido su alternativa como matador.

### Fallecimiento
Aunque no se retiró de los ruedos, toreó con poca frecuencia durante los últimos años de su vida. Fue ingresado días antes a un hospital privado de donde fue trasladado en estado de gravedad al Instituto Nacional de Ciencias de la Nutrición Salvador Zubirán. Falleció el viernes 5 de octubre de 2012 a las 17:10 h. por complicaciones renales y hepáticas derivadas de una hemorragia en el tubo digestivo alto.